# Záznam (povídka)
Záznam (anglicky "Playback") je krátká sci-fi povídka spisovatele Arthura C. Clarka, která vyšla v Československu ve sbírce Zpráva o třetí planetě z roku 1982  a v ČR ve sbírce Devět miliard božích jmen z roku 2002.
V angličtině byla poprvé publikována roku 1966. Vyšla např. ve sbírce s názvem The Wind from the Sun.

## Obsah povídky
Povídka vypráví příběh čtyřicetiletého muže, jenž býval kosmickým pilotem. Snaží se pohnout končetinami, ale ani ruce ani nohy jej neposlouchají. Je to tím, že žádné nemá. Zkouší křičet, ale nedokáže vydat ani hlásku. Obklopuje ho takové ticho, že si nedokáže ani vybavit zvuk či hudbu. Jmenuje se William Vincent Neuberg a býval pilotem mistrovské třídy Galaktického průzkumu, narozen v Port Lowellu na Marsu, žena Janita a tři děti žijí na Jupiterově měsíci Ganymed. Během letu došlo k havárii a stěny kabiny začaly sálat obrovským žárem...
Tak znovu. Jmenuji se Vincent William Freeburg a jsem výzkumným pilotem první třídy, narozen v Port Lyot na Marsu. Nejsem ve skutečnosti mrtvý. Myslím, že vím, kdo jsem. Jsem záznamem v jakémsi nahrávacím médiu. Moje duše se nějakým způsobem převtělila.